# Daniel O’Shea (Eiskunstläufer)
Daniel „Danny“ O’Shea (* 13. Februar 1991 in Pontiac, Michigan) ist ein US-amerikanischer Eiskunstläufer. Zusammen mit Tarah Kayne ist er der US-amerikanische Meister im Paarlauf des Jahres 2016 und gewann die Goldmedaille bei den Vier-Kontinente-Meisterschaften 2018. Aktuell tritt er zusammen mit Ellie Kam an.

## Persönliches
O’Shea wuchs in Gurnee (Illinois) auf und besuchte die katholische Privatschule St. Viator High School. Er hat einen älteren Bruder. In seiner Jugend spielte er neben dem Eiskunstlauf auch Fußball, Football und Basketball und trainierte Leichtathletik und Karate.
Er studiert Maschinenbau an der University of Colorado Colorado Springs.

## Karriere

### Anfänge im Eiskunstlauf
Danny O’Shea begann im Alter von vier Jahren mit dem Eiskunstlauf. Er startete im Juniorenbereich als Einzelläufer.

### Paarlauf mit Tarah Kayne

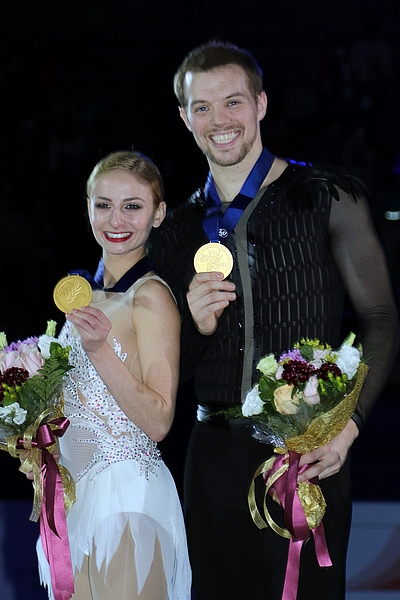
Tarah Kayne und Danny O’Shea bei den Vier-Kontinente-Meisterschaften 2018

Ab 2012 trat O’Shea gemeinsam mit Tarah Kayne im Paarlauf an. Bei ihrer ersten Teilnahme an den Vier-Kontinente-Meisterschaften im Jahr 2014 gewannen sie die Silbermedaille. Sie gewannen in den folgenden Jahren vier Medaillen bei den US-amerikanischen Meisterschaften, darunter eine Goldmedaille im Jahr 2016. Die Saison 2016/17 mussten sie vorzeitig abbrechen, da sich Kayne eine Gehirnerschütterung zugezogen hatte und außerdem eine langwierige und schmerzhafte Knieverletzung behandeln lassen musste.
In der folgenden Saison kehrten sie zum Wettbewerb zurück. Sie wurden Zweite bei den nationalen Meisterschaften und gewannen die Vier-Kontinente-Meisterschaft 2018. Zur Saison 2018/19 gaben Kayne und O’Shea bekannt, ihren Trainingsstandort nach Colorado Springs zu verlegen und dort bei Dalilah Sappenfield zu trainieren. Sie erreichten in dieser Saison ihr bestes Ergebnis in der Grand-Prix-Serie mit einer Silbermedaille bei den Internationaux de France, fielen aber bei den nationalen Meisterschaften hinter ihre Ergebnisse der vorherigen Jahre zurück. In der folgenden Saison gewannen sie wieder eine Bronzemedaille bei den US-amerikanischen Meisterschaften und belegten bei den Vier-Kontinente-Meisterschaften den 5. Platz.
In der Saison 2020/21 wurden Kayne und O’Shea Fünfte bei Skate America; viele weitere Wettbewerbe in dieser Saison fielen aufgrund der COVID-19-Pandemie aus. Im Oktober 2020 gab das Paar das Ende seiner gemeinsamen Karriere und Kayne ihren Rücktritt vom Wettbewerb bekannt. Zu Beginn der Saison hatte das Paar seine Trainerin Dalilah Sappenfield verlassen. Später wurde bekannt, dass psychische Misshandlung Kaynes durch die Trainerin der Grund für den Wechsel gewesen war. Nachdem das U.S. Center for SafeSport den Fall sowie weitere Berichte untersucht hatte, wurde Sappenfield untersagt, zu Kayne Kontakt aufzunehmen. O’Shea bestätigte Kaynes Berichte und drückte seine Unterstützung für sie aus.
Nach Kaynes Karriereende suchte O’Shea eine neue Partnerin, um seine eigene Karriere fortzusetzen.

### Paarlauf mit Chelsea Liu
2021/22 lief O’Shea für eine Saison mit Chelsea Liu. Sie konnten nur an wenigen Wettbewerben teilnehmen und lösten ihre Partnerschaft nach der Saison wieder auf.

### Paarlauf mit Ellie Kam
Zur Saison 2022/23 wurde die zu diesem Zeitpunkt 17-jährige Ellie Kam, die gerade aus Juniorenbereich aufgestiegen war, O’Sheas neue Partnerin. Sie trainieren gemeinsam bei Drew Meekins. Kam und O’Shea gewannen eine Goldmedaille bei der Icechallenge und eine Silbermedaille beim Golden Spin of Zagreb. Bei den Vier-Kontinente-Meisterschaften erreichten sie den Platz 6. Das Paar vertrat die USA auch bei den Eiskunstlauf-Weltmeisterschaften 2023, wo es den 12. Platz belegte.
Die Saison 2023/24 begann für Kam und O’Shea mit einer Goldmedaille im Challenger-Wettbewerb Finlandia Trophy. Sie erhielten ihre erste Einladung in die Grand-Prix-Serie. Beim Grand Prix de France lagen sie nach dem Kurzprogramm auf dem 5. Platz, mussten sich jedoch vor der Kür vom Wettbewerb zurückziehen.

## Ergebnisse
Zusammen mit Ellie Kam:
| Wettbewerb / Saison              | 2022/23 | 2023/24 |
| -------------------------------- | ------- | ------- |
| Weltmeisterschaften              | 12.     |         |
| Vier-Kontinente-Meisterschaften  | 6.      |         |
| Grand Prix de France             |         | Z       |
| Golden Spin of Zagreb            | 2.      |         |
| Icechallenge                     | 1.      |         |
| Finlandia Trophy                 |         | 1.      |
| US-amerikanische Meisterschaften | 3.      |         |
| Z = Teilnahme zurückgezogen      |         |         |

Zusammen mit Chelsea Liu:
| Wettbewerb / Saison              | 2021/22 |
| -------------------------------- | ------- |
| Skate America                    | 7.      |
| Warsaw Cup                       | Z       |
| Cranberry Cup                    | 5.      |
| US-amerikanische Meisterschaften | Z       |
| Z = Teilnahme zurückgezogen      |         |

Zusammen mit Tarah Kayne:
| Meisterschaft / Jahr             | 2013    | 2014    | 2015    | 2016    | 2017    | 2018    | 2019    | 2020    | 2021    |
| -------------------------------- | ------- | ------- | ------- | ------- | ------- | ------- | ------- | ------- | ------- |
| Weltmeisterschaften              |         |         |         | 13.     |         |         |         |         |         |
| Vier-Kontinente-Meisterschaften  |         | 2.      | 8.      | 4.      |         | 1.      | 6.      | 5.      |         |
| US-amerikanische Meisterschaften | 7.      | 6.      | 3.      | 1.      |         | 2.      | 4.      | 3.      |         |
| Grand-Prix-Wettbewerb            | 2012/13 | 2013/14 | 2014/15 | 2015/16 | 2016/17 | 2017/18 | 2018/19 | 2019/20 | 2020/21 |
| Cup of China                     |         |         |         |         |         |         |         | 6.      |         |
| NHK Trophy                       |         |         |         |         | 4.      |         | 5.      | 6.      |         |
| Skate Canada                     |         |         |         |         |         |         |         |         |         |
| Cup of Russia                    |         |         |         | 4.      |         |         |         |         |         |
| Internationaux de France         |         |         |         |         |         |         | 2.      |         |         |
| Skate America                    |         |         |         | 6.      | 6.      |         |         |         | 5.      |